# Pseudagrion hamulus
Pseudagrion hamulus är en trollsländeart som beskrevs av Schmidt 1951. Pseudagrion hamulus ingår i släktet Pseudagrion och familjen dammflicksländor. IUCN kategoriserar arten globalt som otillräckligt studerad. Inga underarter finns listade i Catalogue of Life.